# Seznam dílů pořadu Na lovu: Hvězdný speciál
Toto je seznam dílů pořadu Na lovu: Hvězdný speciál.

## Přehled řad
| Řada | Díly | Premiéra       | Premiéra          |
| Řada | Díly | První díl      | Poslední díl      |
| ---- | ---- | -------------- | ----------------- |
| 1    | 10   | 5. února 2022  | 14. května 2022   |
| 2    | 10   | 3. září 2022   | 5. listopadu 2022 |
| 3    | 12   | 1. září 2024   | 1. prosince 2024  |
| 4    | 16   | 2. března 2025 | 15. června 2025   |
| 5    | ?    | 31. srpna 2025 | bude oznámeno     |

x - soutěžící vypadl

## Seznam dílů

### 1. řada (2022)
| Č. v pořadu | Č. v řadě | Tým                                                                 | Lovec           | Podíl                          | Výsledek finálové štvanice                | Datum premiéry  | Sledovanost |
| ----------- | --------- | ------------------------------------------------------------------- | --------------- | ------------------------------ | ----------------------------------------- | --------------- | ----------- |
| 1           | 1         | Aleš Háma Ester Geislerová Jakub Prachař David Svoboda              | Jiří Martínek   | 4 soutěžící nahráli 690 000 Kč | 16/16 (0:16)                              | 5. února 2022   | 1 235 000   |
| 2           | 2         | Ondřej Gregor Brzobohatý x Adéla Elbel Rey Koranteng Richard Genzer | Jakub Kvášovský | 3 soutěžící nahráli 170 000 Kč | 15/18 (každý soutěžící vyhrál 56 666 Kč)  | 19. března 2022 | 938 000     |
| 3           | 3         | Tomáš Zástěra Anna Geislerová Radek Štěpánek Leoš Mareš x           | Jiří Martínek   | 3 soutěžící nahráli 135 000 Kč | 14/14 (0:38)                              | 26. března 2022 | 807 000     |
| 4           | 4         | Petra Nesvačilová Honza Dědek x Hana Vagnerová x Karel Zima x       | Jakub Kvášovský | 1 soutěžící nahrál 40 000 Kč   | 9/9 (0:39)                                | 2. dubna 2022   | 806 000     |
| 5           | 5         | Libor Bouček Jan Koller x Daniela Písařovicová Petr Kolečko         | Jiří Martínek   | 3 soutěžící nahráli 540 000 Kč | 12/17 (každý soutěžící vyhrál 180 000 Kč) | 9. dubna 2022   | 757 000     |
| 6           | 6         | Patricie Pagáčová Bořek Slezáček Kryštof Bartoš Vasil Fridrich      | Jakub Kvášovský | 4 soutěžící nahráli 400 000 Kč | 15/15 (0:06)                              | 16. dubna 2022  | 806 000     |
| 7           | 7         | Saša Rašilov Miluše Bittnerová Vincent Navrátil Václav Svoboda      | Dagmar Jandová  | 4 soutěžící nahráli 325 000 Kč | 15/18 (každý soutěžící vyhrál 81 250 Kč)  | 23. dubna 2022  | 708 000     |
| 8           | 8         | Petr Svěcený Anežka Rusevová Martin Mikyska Jakub Štáfek            | Jiří Martínek   | 4 soutěžící nahráli 640 000 Kč | 18/18 (0:18)                              | 30. dubna 2022  | 663 000     |
| 9           | 9         | Václav Kopta Tomáš Verner x Berenika Kohoutová x Tomáš Matonoha     | Jakub Kvášovský | 2 soutěžící nahráli 170 000 Kč | 11/11 (0:27)                              | 7. května 2022  | 690 000     |
| 10          | 10        | Aleš Háma Kristýna Leichtová Marek Adamczyk Matěj Ruppert           | Jiří Martínek   | 4 soutěžící nahráli 255 000 Kč | 20/20 (0:00)                              | 14. května 2022 | 586 000     |

### 2. řada (2022)
| Č. v pořadu | Č. v řadě | Tým                                                                      | Lovec           | Podíl                            | Výsledek finálové štvanice                | Datum premiéry    | Sledovanost |
| ----------- | --------- | ------------------------------------------------------------------------ | --------------- | -------------------------------- | ----------------------------------------- | ----------------- | ----------- |
| 11          | 1         | Vojtěch Kotek David Prachař x Iveta Vítová Jan Rosák x                   | Jiří Martínek   | 2 soutěžící nahráli 150 000 Kč   | 8/8 (1:13)                                | 3. září 2022      | 759 000     |
| 12          | 2         | Martin Zounar x Martina Randová Andrea Sestini Hlaváčková x Martin Kraus | Dagmar Jandová  | 2 soutěžící nahráli 70 000 Kč    | 7/7 (1:16)                                | 10. září 2022     | 596 000     |
| 13          | 3         | Jakub Kohák Vavřinec Hradilek Tatiana Dyková x Marek Taclík              | Jiří Martínek   | 3 soutěžící nahráli 410 000 Kč   | 15/16 (každý soutěžící vyhrál 136 666 Kč) | 17. září 2022     | 735 000     |
| 14          | 4         | Dana Morávková Leona Machálková Klára Issová Josef Maršálek              | Jakub Kvášovský | 4 soutěžící nahráli 240 000 Kč   | 11/11 (0:42)                              | 24. září 2022     | 675 000     |
| 15          | 5         | Lukáš Pavlásek Halina Pawlowská Michaela Maurerová x Janek Ledecký x     | Jiří Martínek   | 2 soutěžící nahráli 150 000 Kč   | 10/10 (1:13)                              | 1. října 2022     | 764 000     |
| 16          | 6         | Igor Chmela Jitka Ježková x Josef Dostál Michal Malátný                  | Dagmar Jandová  | 3 soutěžící nahráli 240 000 Kč   | 8/16 (každý soutěžící vyhrál 80 000 Kč)   | 8. října 2022     | 714 000     |
| 17          | 7         | Roman Vojtek Beáta Kaňoková Petr Švancara x Karel Kovář                  | Jakub Kvášovský | 3 soutěžící nahráli 240 000 Kč   | 16/16 (0:11)                              | 15. října 2022    | 732 000     |
| 18          | 8         | Vojtěch Záveský Pavlína Němcová Pavel Poulíček Kapitán Demo x            | Jiří Martínek   | 3 soutěžící nahráli 175 000 Kč   | 15/15 (0:08)                              | 22. října 2022    | 727 000     |
| 19          | 9         | Jiří Dvořák x Radim Fiala Daria Hrubá Aleš Zbořil                        | Jakub Kvášovský | 3 soutěžící nahráli 650 000 Kč   | 16/18 (každý soutěžící vyhrál 216 666 Kč) | 29. října 2022    | 712 000     |
| 20          | 10        | Aleš Háma Kryštof Bartoš Miluše Bittnerová Richard Genzer                | Jiří Martínek   | 4 soutěžící nahráli 1 000 000 Kč | 19/20 (každý soutěžící vyhrál 250 000 Kč) | 5. listopadu 2022 | 795 000     |

### 3. řada (2024)
TV Nova původně zamýšlela začít vysílat třetí řadu hned na podzim 2023. Kvůli Válce Izraele s Hamásem loni v říjnu ale nasazení vzhledem k obsahu jednoho z dílů posunula.
Vysílání této řady bylo zahájeno 1. září 2024 a pokračovalo dalšími díly natočenými v létě 2023 a 2024.
Poprvé se Na lovu: Hvězdný speciál vysílá v jiný den a v jiném čase než sobotu ve 20:20, tedy v neděli v 18:05. Sobotu vyklidil prostor pro zábavnou a improvizační show Možné je všechno!.
| Č. v pořadu                                                                                        | Č. v řadě | Tým                                                                     | Lovec            | Podíl                          | Výsledek finálové štvanice               | Datum premiéry     | Sledovanost |
| -------------------------------------------------------------------------------------------------- | --------- | ----------------------------------------------------------------------- | ---------------- | ------------------------------ | ---------------------------------------- | ------------------ | ----------- |
| 21                                                                                                 | 1         | Petr Čtvrtníček Tomáš Jeřábek Elizaveta Maximová Filip Blažek x         | Jiří Martínek    | 3 soutěžící nahráli 190 000 Kč | 16/16 (0:40)                             | 1. září 2024       | -           |
| V tomto díle se objevili herci ze seriálu Jedna rodina                                             |           |                                                                         |                  |                                |                                          |                    |             |
| 22                                                                                                 | 2         | Xindl X Michal Holán Stejk Adam Mišík                                   | Viktorie Mertová | 4 soutěžící nahráli 270 000 Kč | 11/17 (každý soutěžící vyhrál 67 500 Kč) | 8. září 2024       | -           |
| 23                                                                                                 | 3         | Kateřina Neumannová x Jiří Langmajer x Vladimír Skórka Aleš Valenta     | Jakub Kvášovský  | 2 soutěžící nahráli 95 000 Kč  | 10/10 (0:57)                             | 15. září 2024      | -           |
| 24                                                                                                 | 4         | Patricie Pagáčová Filip Rajmont Jiří Panzner Pavel Nový                 | Dagmar Jandová   | 4 soutěžící nahráli 270 000 Kč | 17/19 (každý soutěžící vyhrál 67 500 Kč) | 22. září 2024      | -           |
| V tomto díle se objevili herci ze seriálu Ulice                                                    |           |                                                                         |                  |                                |                                          |                    |             |
| 25                                                                                                 | 5         | Tomáš Měcháček Oskar Hes Lenka Krobotová Jan Nedbal                     | Jiří Martínek    | 4 soutěžící nahráli 145 000 Kč | 12/12 (0:49)                             | 29. září 2024      | -           |
| 26                                                                                                 | 6         | Pavel Nečas Barbora Votíková Leoš Noha x Lukáš Langmajer                | Jakub Kvášovský  | 3 soutěžící nahráli 220 000 Kč | 16/16 (0:26)                             | 6. října 2024      | -           |
| V tomto díle se objevili herci ze seriálu Okresní přebor                                           |           |                                                                         |                  |                                |                                          |                    |             |
| 27                                                                                                 | 7         | Marie Doležalová Jan Cina x Eliška Křenková Vasil Ducár                 | Libor Šimůnek    | 3 soutěžící nahráli 190 000 Kč | 13/14 (každý soutěžící vyhrál 63 333 Kč) | 13. října 2024     | -           |
| 28                                                                                                 | 8         | Vincent Navrátil Václav Matějovský Kateřina Marie Fialová Filip Březina | Jakub Kvášovský  | 4 soutěžící nahráli 255 000 Kč | 12/12 (0:09)                             | 20. října 2024     | -           |
| 29                                                                                                 | 9         | Pavel Zuna Iveta Vítová Martin Čermák Josef Klíma                       | Jiří Martínek    | 4 soutěžící nahráli 330 000 Kč | 18/18 (0:00)                             | 27. října 2024     | -           |
| 30                                                                                                 | 10        | Robert Mikluš Jaromír Nosek x Zuzana Kajnarová Ladislav Hampl           | Jakub Kvášovský  | 3 soutěžící nahráli 250 000 Kč | 18/20 (každý soutěžící vyhrál 83 333 Kč) | 3. listopadu 2024  | -           |
| 31                                                                                                 | 11        | Eva Adamczyková Martina Viktorie Kopecká Patricie Fuxová Petr Smejkal   | Dagmar Jandová   | 4 soutěžící nahráli 300 000 Kč | 17/17 (0:31)                             | 10. listopadu 2024 | -           |
| 32                                                                                                 | 12        | Klára Issová Alena Doláková Leona Skleničková Jan Budař x               | Jiří Martínek    | 3 soutěžící nahráli 180 000 Kč | 14/14 (0:06)                             | 1. prosince 2024   | -           |
| Jedná se o Vánoční speciál, ve kterém se objevili herci a herečky z nejznámějších českých pohádek. |           |                                                                         |                  |                                |                                          |                    |             |

### 4. řada (2025)
| Č. v pořadu | Č. v řadě | Tým                                                                | Lovec            | Podíl                          | Výsledek finálové štvanice               | Datum premiéry  | Sledovanost |
| ----------- | --------- | ------------------------------------------------------------------ | ---------------- | ------------------------------ | ---------------------------------------- | --------------- | ----------- |
| 33          | 1         | Pokáč Jakub Děkan Erika Stárková Lukáš Hejlík                      | Jiří Martínek    | 4 soutěžící nahráli 350 000 Kč | 14/14 (0:35)                             | 2. března 2025  |             |
| 34          | 2         | Štěpán Kozub Robin Ferro x Andrea Bezděková Patrik Kincl           | Jakub Kvášovský  | 3 soutěžící nahráli 145 000 Kč | 13/14 (každý soutěžící vyhrál 48 333 Kč) | 9. března 2025  |             |
| 35          | 3         | Dana Morávková x Roman Staša x Anna Slováčková Jan Čenský          | Viktorie Mertová | 2 soutěžící nahráli 65 000 Kč  | 12/12 (0:08)                             | 16. března 2025 |             |
| 36          | 4         | Heidi Janků Adam Mišík Adam Rohony x Sebastian Navrátil x          | Libor Šimůnek    | 2 soutěžící nahráli 120 000 Kč | 13/16 (každý soutěžící vyhrál 60 000 Kč) | 23. března 2025 |             |
| 37          | 5         | Petr Kolečko x Petr Uhlík Zdeněk Folprecht Jitka Čvančarová x      | Jakub Kvášovský  | 2 soutěžící nahráli 100 000 Kč | 10/10 (1:02)                             | 30. března 2025 |             |
| 38          | 6         | Saša Rašilov Lucie Polišenská Martina Preissová x Vladimír Kořen x | Jiří Martínek    | 2 soutěžící nahráli 170 000 Kč | 16/16 (0:19)                             | 6. dubna 2025   |             |
| 39          | 7         | Ondřej Perušič Aneta Vignerová x Jitka Boho Martin Šonka           | Dagmar Jandová   | 3 soutěžící nahráli 240 000 Kč | 15/17 (každý soutěžící vyhrál 80 000 Kč) | 13. dubna 2025  |             |
| 40          | 8         | Josef Maršálek Čestmír Strakatý Markéta Konvičková Ondřej Hejma    | Jakub Kvášovský  | 4 soutěžící nahráli 260 000 Kč | 15/15 (0:15)                             | 20. dubna 2025  |             |
| 41          | 9         | Marek Adamczyk x Michael Rozsypal x Milan Peroutka Adam Kraus      | Viktorie Mertová | 2 soutěžící nahráli 110 000 Kč | 13/13 (0:21)                             | 27. dubna 2025  |             |
| 42          | 10        | Vladimír Kadlec x Sarah Haváčová x Jan Liška x Roman Štabrňák      | Libor Šimůnek    | 1 soutěžící nahráli 90 000 Kč  | 14/14 (0:24)                             | 4. května 2025  |             |
| 43          | 11        | Jan Rosák Kristýna Hrušínská Ljuba Krbová Jiří Ployhar             | Dagmar Jandová   | 4 soutěžící nahráli 370 000 Kč | 15/16 (každý soutěžící vyhrál 92 500 Kč) | 11. května 2025 |             |
| 44          | 12        | Jakub Štáfek x Gabriela Heclová Alžbeta Ferencová Filip Březina    | Viktorie Mertová | 3 soutěžící nahráli 150 000 Kč | 16/16 (0:14)                             | 18. května 2025 |             |
| 45          | 13        | Jaromír Bosák Kateřina Pechová Jiří Ježek x Petr Vondráček x       | Jiří Martínek    | 2 soutěžící nahráli 180 000 Kč | 20/20 (0:07)                             | 25. května 2025 |             |
| 46          | 14        | Václav Noid Bárta Petra Nesvačilová Jiří Urban Iva Pazderková      | Libor Šimůnek    | 4 soutěžící nahráli 270 000 Kč | 14/15 (Každý soutěžící vyhrál 67 500 Kč) | 1. června 2025  |             |
| 47          | 15        | Petr Vaněk Veronika Kašáková Barbora Mudrová x Ondřej Ruml         | Dagmar Jandová   | 3 soutěžící nahráli 740 000 Kč | 12/12 (0:41)                             | 8. června 2025  |             |
| 48          | 16        | Libor Bouček Pavel Horváth Karolína Bulisová Jakub Voráček         | Jakub Kvášovský  | 4 soutěžící nahráli 280 000 Kč | 21/23 (Každý soutěžící vyhrál 70 000 Kč) | 15. června 2025 |             |

### 5. řada (2025)
| Č. v pořadu | Č. v řadě | Tým                                                              | Lovec          | Podíl         | Výsledek finálové štvanice | Datum premiéry    | Sledovanost |
| ----------- | --------- | ---------------------------------------------------------------- | -------------- | ------------- | -------------------------- | ----------------- | ----------- |
| 49          | 1         | Šárka Vaňková Pavel Šporcl Lukáš Pavlásek Michal Kavalčík        | Jiří Martínek  | bude oznámeno | bude oznámeno              | 31. srpna 2025    |             |
| 50          | 2         | Xindl X Karolina Neuvirthová Šimon Opp Tomáš Polák               | Dagmar Jandová | bude oznámeno | bude oznámeno              | 7. září 2025      |             |
| 51          | 3         | Kristýna Leichtová Kryštof Švehlík Petra Bučková Maxmilián Kocek | bude oznámeno  | bude oznámeno | bude oznámeno              | 14. září 2025     |             |
| 52          | 4         | Václav Šanda Jakub Burýšek Sandra Černodrinská Viktor Zavadil    | bude oznámeno  | bude oznámeno | bude oznámeno              | 21. září 2025     |             |
| 53          | 5         | Miloš Pokorný Aleš Lehký Bohouš Josef Ilona Csáková              | bude oznámeno  | bude oznámeno | bude oznámeno              | 28. září 2025     |             |
| 54          | 6         | Jan Smetana Martin Košťál Michal Jinoch Karolína Kopíncová       | bude oznámeno  | bude oznámeno | bude oznámeno              | 5. října 2025     |             |
| 55          | 7         | Petr Bende Michaela Nosková Michael Foret Ali Amiri              | bude oznámeno  | bude oznámeno | bude oznámeno              | 12. října 2025    |             |
| 56          | 8         |                                                                  | bude oznámeno  | bude oznámeno | bude oznámeno              | 19. října 2025    |             |
| 57          | 9         |                                                                  | bude oznámeno  | bude oznámeno | bude oznámeno              | 26. října 2025    |             |
| 58          | 10        |                                                                  | bude oznámeno  | bude oznámeno | bude oznámeno              | 2. listopadu 2025 |             |

## Na lovu: Silvestrovský speciál
| Č. v pořadu                                                                                                 | Č. v řadě | Tým                                                     | Lovec         | Podíl                          | Výsledek finálové štvanice                            | Datum premiéry    | Sledovanost |
| --- | --------- | ------------------------------------------------------- | ------------- | ------------------------------ | ----------------------------------------------------- | ----------------- | ----------- |
| 1 | 1         | Leoš Mareš Monika Absolonová Osmany Laffita Vojtěch Dyk | všichni lovci | 4 soutěžící nahráli 530 000 Kč | 12/18 (Celá částka byla věnována nadaci Kapka naděje) | 31. prosince 2023 | 1 146 000   |
| V tomto dílu se objevilo všech pět lovců a Aleš Háma jako asistent Ondřeje Sokola.                          |           |                                                         |               |                                |                                                       |                   |             |
| 2 | 2         | Marek Taclík Eva Burešová Josef Dostál x Petr Švancara  | všichni lovci | 3 soutěžící nahráli 160 000 Kč | 14/14 (0:27)                                          | 31. prosince 2024 | 1 074 000   |
| V tomto dílu se objevilo všech šest lovců, kteří hráli v kostýmech svých nejoblíbenějších filmových hrdinů. |           |                                                         |               |                                |                                                       |                   |             |

## Na lovu: 30 let s Novou
K 30. narozeninám TV Nova byl natočen speciální díl Na lovu. Přestože lovec tým ve finálové štvanici dohnal, byly peníze rozděleny mezi 4 charity.
| Č. v pořadu | Č. v řadě | Tým | Lovec         | Podíl                            | Výsledek finálové štvanice | Datum premiéry | Sledovanost |
| ----------- | --------- | --- | ------------- | -------------------------------- | -------------------------- | -------------- | ----------- |
| 1           | 1         | Dalibor Gondík a Adéla Gondíková Michaela Dolinová a Rey Koranteng Markéta Mayerová a Slávek Boura Richard Genzer a Josef Carda | Jiří Martínek | 8 soutěžících nahrálo 400 000 Kč | 19/19 (0:03)               | 4. února 2024  | -           |